# Grupa wypadowa
Grupa wypadowa – grupa zwiadowców wysłana w głąb ugrupowania bojowego przeciwnika w celu zdobycia jeńców, wiadomości, dokumentów, wzorów uzbrojenia lub wyposażenia, a także w celu rozpoznania systemu łączności, rozbudowy inżynieryjnej itp.